# Reto Götschi
Reto Götschi (n. 25 decembrie 1965, Hausen am Albis⁠(d), cantonul Zürich, Elveția) este un bober ce a reprezentat Elveția, medaliat olimpic. A participat la 2 ediții ale Jocurilor Olimpice (1994, 1998) în care a câștigat o medalie de argint.